# トンボ天国

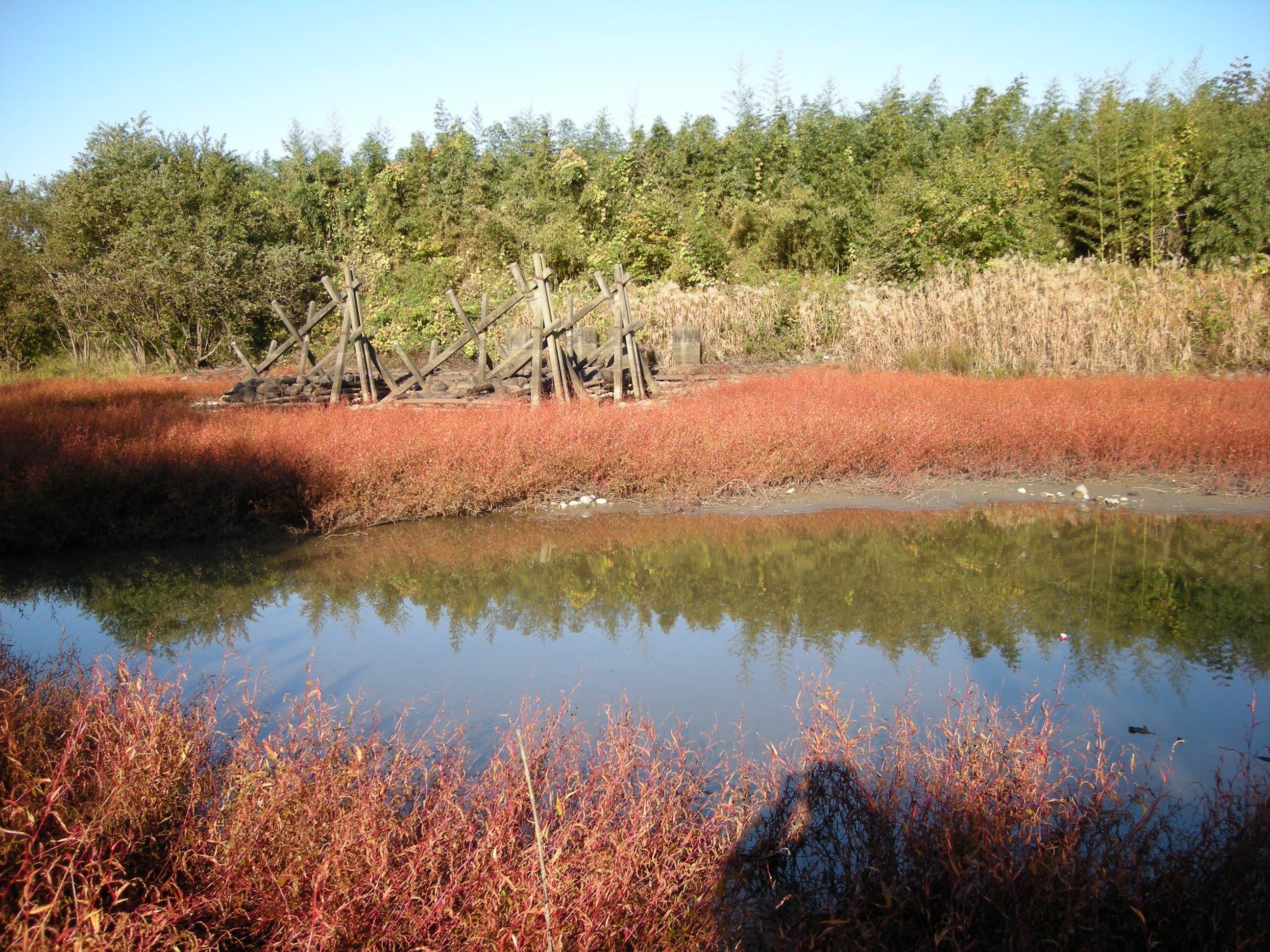
トンボ天国

トンボ天国（とんぼてんごく）は、岐阜県羽島郡笠松町にある、自然保護地域（自然公園）である。「笠松トンボ天国」ともいう。

## 概要
広さは6 ha。このうち2.18 haが整備され、6個の池（トンボ池、中池、古池、造成池、まこも池、ため池）と4つの広場（トンボ広場、カッパ広場、野鳥広場、芝広場）で構成される。
トンボ池にはトンボが多く棲息しており、ベッコウトンボやイトトンボなど、今までに7科43種が確認されている。現在は30種程度が棲息しているという。
貴重な自然が残ることから、1973年（昭和48年）より笠松町が保護を行なっており、「岐阜県の名水50選」「木曽三川三十六景」「水と緑の環境百選」などに指定されている。
1980年代後半より水質悪化が進んでおり、水質改善が急務となっている。又、自然保護の為、ブラックバスやその他の様々な生物の持込は固く禁じられている。

## 確認されている動植物
2005年（平成17年）のデータ、および現地案内板による。

### 動物
- 哺乳類：7種
  - ヌートリア・アライグマ・ノウサギなど
- 鳥類：50種
  - マガモ、カルガモ、バン、コサギ、ゴイサギ、タシギ、コアジサシ、キジバト、カッコウ、ツグミ、カワセミ、キセキレイ、セグロセキレイ、オオヨシキリ、ホオジロ、ベニマシコ、カワラヒワ、シメなど
- 爬虫類：6種
- 両生類：4種
- 魚類：11種
- 貝類：16種

### 昆虫類
- トンボ類：30種　
  - ナツアカネ・アキアカネ・マユタテアカネ・シオカラトンボ・キイトトンボ・モノサシトンボ・ショウジョウトンボ・チョウトンボ・コシアキトンボ・コフキトンボ・ベッコウトンボ・ハラビロトンボ・ギンヤンマなど
- 水生昆虫：45種
- その他の昆虫類：408種
  - トダセスジゲンゴロウ・スナヨコバイ・コオイムシ・コバンムシなど

### 植物
- 樹木類：14種
  - アカメヤナギなど
- 水生植物：60種
  - オニバス・イヌタヌキモ・デンジソウなど
- その他の植物：200種

## 歴史
- 1924年（大正13年）：木曽川の河川改修工事により、この木曽川本流は締め切られ北派川となる。この際、かつての本流の一部が池（河跡湖）として残る。
- 1950～60年頃：徐々に土砂に埋まり、トンボ池、中池、古池など数個の池が残るのみとなる。
- 1962年（昭和37年）：河川改修工事により、河跡湖の全ての埋め立てが計画される。
- 1973年（昭和48年）：貴重なトンボの生息地として埋め立てが中止され、トンボ天国と名づけられる。
- 1975年（昭和50年）：トンボ池の保全のため、造成池が造られる。
- 1989年（平成元年）：トンボ天国の周辺2.18haが整備される。
- 2005年（平成17年）：笠松トンボ天国となる。
- 2011年（平成23年）：「木曽川河跡湖（トンボ池）の聖牛」が『土木学会選奨土木遺産』（平成23年度）のひとつに選定された[1]。
- 2018年（平成30年）：テレビ東京『日曜ビッグバラエティ』枠内で放送されているドキュメントバラエティ番組『池の水ぜんぶ抜く』で取り上げられ、在来種の保護と外来種の駆除を目指したが、番組側の不手際により、池の在来種が大量死する事態が発生した[2]。

## 所在地
- 岐阜県羽島郡笠松町江川無動寺（木曽川北派川堤外）

## 交通アクセス
- 笠松町公共施設巡回町民バス「スポーツ交流館前」バス停より徒歩で約7分。

## その他
北派川の河川敷はグラウンドなどに使用されており、トンボ天国周辺には岐阜県立岐阜工業高等学校運動場、笠松町民江川運動場、笠松町米野運動場、笠松町勤労青少年運動場、笠松町多目的運動場、岐南町民運動場などがある。
専用駐車場は少ないが、河川環境楽園西駐車場が近くにあり、この駐車場を利用可能。